# Delias meeki
Delias meeki är en fjärilsart som beskrevs av Rothschild 1904. Delias meeki ingår i släktet Delias och familjen vitfjärilar. Inga underarter finns listade i Catalogue of Life.

## Bildgalleri

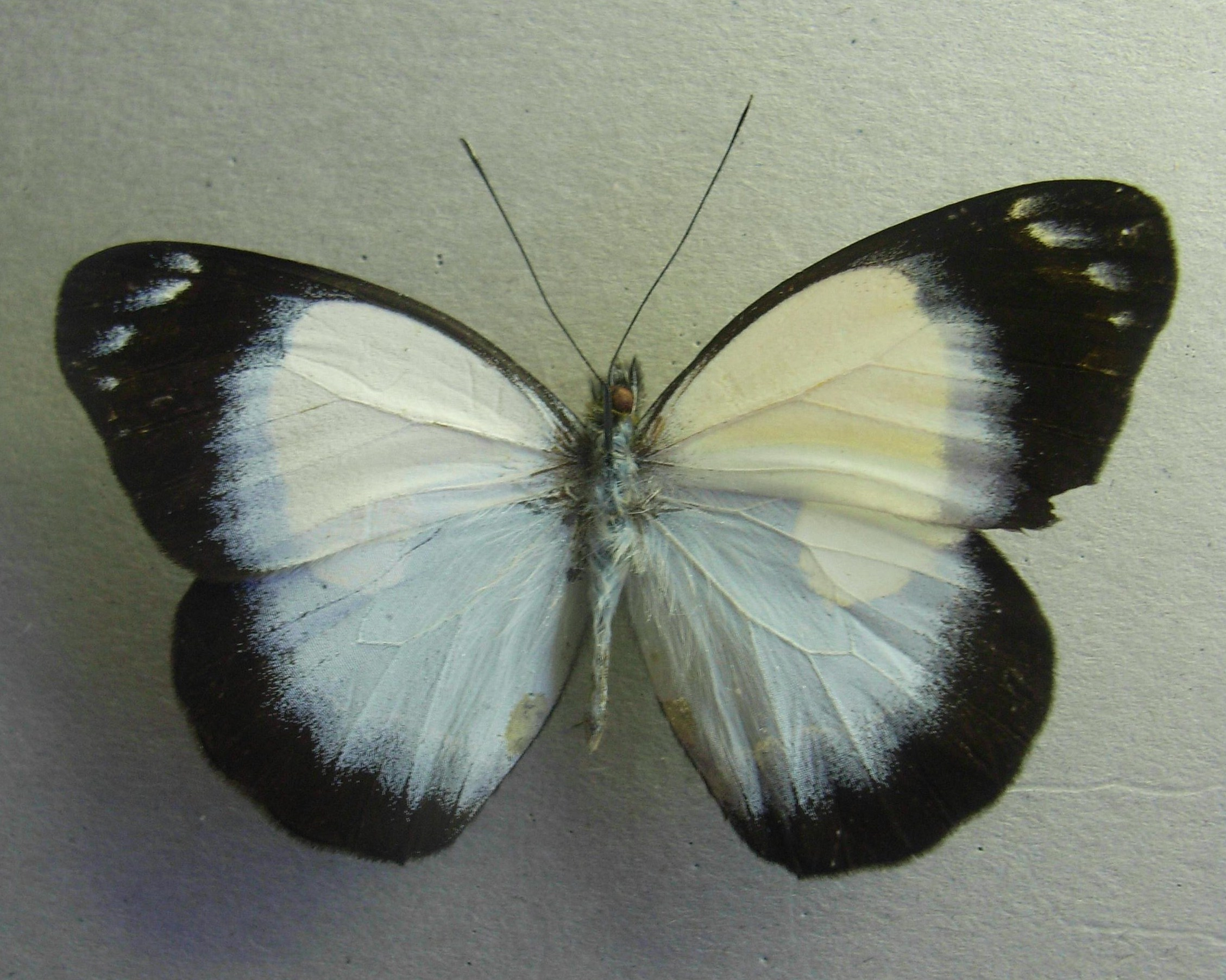